# Чубчиково
Чубчиково— деревня в Каратузском районе Красноярского края в составе Черемушинского сельсовета.

## География
Деревня находится примерно в  15 километрах по прямой на юго-запад от районного центра села Каратузское.

## Климат
Температурные условия и количество выпадающих осадков вполне благоприятны для вызревания пшеницы, кукурузы, ржи, овса, различных огородных и технических культур, арбузов: с успехом растут и плодоносят многие сорта яблок. Снежный покров держится 144-166 дней. Весенний период длится 1 ½ месяца, примерно со второй половины апреля до начала июня, а в средней его части 1 месяц - с середины июня. Летний период характерный тем, что почти все его месяцы не имеют морозных дней. Среднемесячная температура здесь повсюду выше 10. Максимальные абсолютные температуры в южной части края иногда доходят до 39. Осенний период продолжается приблизительно полтора месяца, с 1 сентября по 15-20 октября (концом его следует считать момент выпадения первого снега и установление среднесуточных отрицательных температур).

## Население
Постоянное население составляло 152 человека в 2002 году (88% русские),  130 в 2010.